# تیم ملی فوتبال گابن
تیم ملی فوتبال گابن نماینده کشور گابن در مسابقات بین‌المللی و آفریقایی است که زیر نظر فدراسیون فوتبال گابن فعالیت می‌کند. 
اولین بازی رسمی این تیم در تاریخ ۱۳ آوریل ۱۹۶۰ میلادی در برابر تیم ملی فوتبال بورکینافاسو برگزار شده است.
در میان بازیکنان این تیم میتوان به پیر امریک اوبامیانگ، مهاجم سابق باشگاه فوتبال چلسی اشاره کرد